# Gyrtona monilialis
Gyrtona monilialis là một loài bướm đêm trong họ Noctuidae.